# 揚二世 (薩根公爵)
揚二世（波蘭語：Jan II Szalony，1435年6月16日—1504年6月22日），薩根公爵揚一世的幼子。起初與患有精神疾病的三兄瓦茨瓦夫同為普熱沃茲公爵，1461年揚二世趁長兄巴爾塔沙離開時佔領了薩根。巴爾塔沙隨後奪回了公國，但揚二世在1472年將巴爾塔沙關進死牢。之後他將公國賣給薩克森的阿爾布雷希特三世，接著與匈牙利國王匈雅提·馬加什結盟。1504年去世，至此皮雅斯特王朝西里西亞系格沃古夫-薩根分支絕嗣。

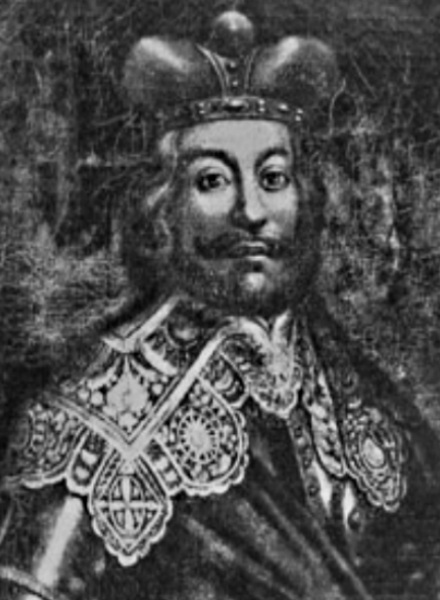
揚二世